# Мататов, Ехиил Рувинович
Ехиил Рувинович Мататов (1888, Дербент, Дагестанская область, Российская империя — 1943, Коми АССР, РСФСР, СССР) — советский государственный и общественный деятель, лингвист, горско-еврейский писатель, издатель литературы на языке джуури. Прокурор Дагестана (1931 — ?), народный комиссар юстиции и секретарь президиума ЦИК Дагестанской АССР. Основатель первой в мире татской республиканской газеты «Захметкеш» («Трудящийся»). В 1938 году репрессирован.

## Биография
Ехиил Мататов родился в 1888 году в Дербенте и происходил из богатого рода Ханукаевых, до Октябрьской революции одной из трёх самых богатых семей Дагестана. С 1908 по 1910 год служил в армии. С 1914 года пошёл на фронт и спустя год попал в австрийский плен где пробыл три года до 1917 года.
В начале Первой мировой войны был призван в армию. Был революционером и встречался с Владимиром Лениным. В 1917 году он был единственный из дагестанцев, которые захватывали Зимний дворец. В 1918 году вступив в большевистскую партию. 8 по 16 марта 1921 года был делегатом X съезд РКП(б).
Поженился на Сусе Ханукаевой, а затем у них родились три дочери Искра, Тося, Шура и сын Михаил.
В июне 1928 года основал газету «Захметкеш» («Трудящийся»), а редактором был назначен бывший раввин Асаил Бинаев. Издание стало первой в мире татской республиканской газетой. Ехиил Мататов стал инициатором того, что ещё в 1920-х татский язык смог быть признан государственным дагестанским языком.
10 июня 1930 года Ехииль Мататов выступил с основным сообщением на заседании комиссии дагестанского ОЗЕТа в Махачкале. С 1931 года стал прокурором Дагестана, после этого назначен наркомом юстиции Дагестана, а затем до июля 1938 года секретарём Президиума ЦИК Дагестанской АССР. Впоследствии стал секретарём Президиума Верховного Совета Дагестанской АССР до октябрья 1938 года. В 1932 году под редакцией Ехиила Мататова были изданы «Политический словарь» и сборник «Татские поэты».
В октябре 1938 года советская власть арестовала Мататова, обвинила в буржуазном национализме и осудила на 8 или 10 лет.
По воспоминаниям Абдулы Вагабова: 

«Среди этапированных из Махачкалы были Магомед Далгат, Ехиил Мататов, Хандадаш Тагиев и другие… Вагоны были набиты людьми, как селедки в бочке. Специально оборудованные вагоны за день так нагревались, что дышать было невозможно, не хватало воздуха. Люди в вагонах кричали: „Умираем, дайте воды!“ Люди умирали, но воды нам не давали…»

После начала Второй мировой войны находясь в советском исправительно-трудовом лагере в Республике Коми он попросился на фронт, но его не пускали вплоть до 1943 года.
В 1943 году он скончался.

## Адрес
Проживал по адресу ул. Канделаки, дом 17 в Дербенте. В 2022 году его дом, построенный в 1898 году был признан объектом культурного наследия Дербента и под наименованием «Жилой дом Мататова» был принят на охрану.

## Семья
- Брат — Хананья[4];
- Супруга — Сусанна Ханукаева[5];
- Дети:

- Дочь Искра — работала в аптеке на Оскара в Махачкале;
- Дочь Тося;
- Дочь Шура — главный винодел на Махачкалинском винзаводе;
- Сын Михаил (23 ноября 1914, Дербент — ?) — инженер, общественный деятель, соавтор сборника «Таты-иудаисты» (Москва, 1993), жил и работал в Москве;

- Внук — Лазарь Абрамов[5].

## Память
В Дербенте Ехиилу Рувиновичу Мататову установлен памятник.

## Публикации
- Орфографический словарь-справочник татского языка (Махачкала, 1929);
- Руководство по татскому языку (Махачкала, 1931).